# Protoglossus mackiei
Protoglossus mackiei is een diersoort in de taxonomische indeling van de Hemichordata. Het dier behoort tot het geslacht Protoglossus en behoort tot de familie Harrimaniidae. De wetenschappelijke naam van de soort werd voor het eerst geldig gepubliceerd in 2010 door Deland, Cameron, Rao, Ritter & Bullock.